# Khthoniik Cerviiks
Khthoniik Cerviiks ist eine Dortmunder Death-Metal-Band, die 2013 gegründet wurde.

## Geschichte
Die Band wurde im Sommer 2013 gegründet und besteht aus dem Bassisten und Sänger Okkhulus Siirs, dem Gitarristen und Sänger Khraâl Vri*ïl und dem Schlagzeuger Ohourobohortiik Ssphäross. Noch im selben Jahr erschien ein erstes Demo, dem sich im folgenden Jahr ein zweites anschloss. 2014 erschien außerdem über Iron Bonehead Productions das Demo Heptaëdrone. Die Aufnahmen hierzu hatten etwa sieben Stunden gedauert. Über Necroshrine Records erschien 2015 das Debütalbum SeroLogiikal Scars (Vertex of Dementiia), ehe es 2016 bei Iron Bonehead Productions veröffentlicht wurde.

## Stil
Simon Dümpelmann vom Rock Hard fühlte sich beim Hören der „Gitarrenarbeit mit gewisser Schräglage“ auf SeroLogiikal Scars (Vertex of Dementiia) an Voivod erinnert. Im Interview mit Dümpelmann gab Khraâl Vri*ïl an, dass er eine Symbiose aus Black- und Death-Metal vermischt mit dissonanten Riffs im Stil von Voivod beabsichtigt hat. Okkhulus Siirs merkte zum Album an, dass es hierauf thematisch keinen roten Faden gibt. Vielmehr sei es eine Art Kurzgeschichtensammlung über Krankheiten sowie seelische und körperliche Manipulationen. Die im Albumtitel angesprochenen Seronarben stünden „symbolisch für den ignorierten Verfall des menschlichen Genpols zur ausufernden, unkontrollierbaren Technisierung“. In derselben Ausgabe rezensierte Mandy Malon das Debütalbum. Auffallend für sie waren auch die dissonanten und wirren Riffs. Schnelle und groovende Passagen ständen in ständigem Wechsel. Getragen werde das ganze durch klassischen Death Metal.

## Diskografie
- 2013: Rehearsal 2013 (Demo, Eigenveröffentlichung)
- 2014: Promo 2014 (Demo, Eigenveröffentlichung)
- 2014: Heptaëdrone (Demo, Iron Bonehead Productions)
- 2015: SeroLogiikal Scars (Vertex of Dementiia) (Album, Necroshrine Records)
- 2017: With Gangrene Edges / Voiidwarp (Split mit Howls of Ebb, Iron Bonehead Productions)
- 2020: Æequiizoiikum (Album, Iron Bonehead Productions)